# Campobasso
Campobasso je hlavní město regionu Molise v Itálii. Nachází se vysoko v povodí řeky Biferno, obklopují jej pohoří Sannio a Matese
Campobasso je známé výrobou čepelí (včetně nůžek a nožů), historicky zdokumentované od 14. století. Dále je známé díky produkci hrušek a scamorzy (sýr).

## Historie
Původ Campobassa je nejasný. Podle nejčastější teorie bylo město založeno před 8. stoletím jako opevněný tábor lombarďanů na strmém kopci, kde se nyní nachází hrad. Původním názvem sídla bylo Campus vassorum, což by znamenalo, že město bylo původně sídlem vazalů vévody ze Spoleta.
Když Normani dobyli jižní Itálii, Campobasso ztratilo svůj význam jako obranný opěrný bod a získalo roli obchodního a administrativního centra.
Mezi lety 1330 a 1745 bylo město pod vládou Monforte-Gambatesa, který postavil hrad a založil mincovnu. Pozdějšími vládci byly rodiny Di Capua, Gonzaga, Vitagliano, Carafa a Romano.
V roce 1763 obyvatelé opustili staré město a usadili se ve spodní části údolí. Tehdejší město expandovalo v roce 1814 za krále Neapolského Joachima Murata a leží na Campo Basso („Dolním poli“).
V říjnu a listopadu 1943 bylo Campobasso centrem bojů mezi Spojenci a německými jednotkami. Řada budov a podniků byla zničena a 38 obyvatel bylo zabito. V roce 1995 obdrželo město Bronzovou medaili za občanskou odvahu, kterou byla oceněna rychlá práce Campobassanů při odklízení nebezpečných nevybuchlých hlavic z celého území, práce trvaly až do roku 1948.

## Hlavní pamětihodnosti

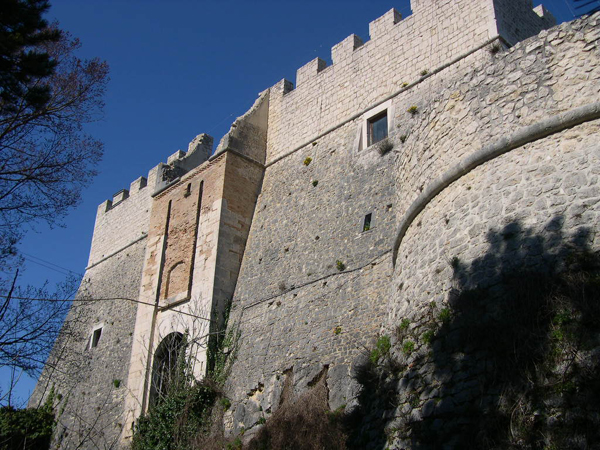
Castello Monforte

Hlavní atrakcí Campobassa je Castello Monforte, postavený v roce 1450 místním vladařem Nicolou II Monfortem nad normanskými ruinami. Hrad má cimbuří a leží na impozantním místě, kde byly nalezeny stopy starověkých sídlišť. Současná stavba je výsledkem pozdějších přestaveb po zemětřeseních v letech 1456 a 1805.
Vedle hradu se nachází Chiesa della Madonna del Monte (Santa Maria Maggiore), postavená v 11. století a přestavěná v roce 1525. Je zde umístěna cenná dřevěná socha Incoronata z roku 1334. U paty hradu se nachází kostel sv. Jiří, je to pravděpodobně nejstarší kostel v Campobasso, byl postaven okolo roku 1000 na ruinách pohanského chrámu.
Hlavním kostelem je Katedrála, neboli Chiesa della Santissima Trinità (Kostel Nejsvětější Trojice). Byl postaven v roce 1504 za městskými zdmi. Byl zničen při zemětřesení v roce 1805 a nová novoklasicistní budova byla postavena v roce 1829.
Kostel San Bartolomeo je románská stavba z 11. století z vápence. Interiér má jednu hlavní a dvě postranní lodě.
San Leonardo (14. století) má fasádu, na které se mísí gotické a románské prvky, a postranní sloupková okna s rostlinným dekorem ovlivněná architekturou Apulie té doby.
Villa de Capoa, nedávno renovovaná, je pozoruhodná zahrada se sochami a velkou šíří rostlinných druhů, včetně sekvojí, smrků, cypřišů a cedrů libanonských.

## Vývoj počtu obyvatel
Počet obyvatel

## Partnerská města
- Banja Luka, Bosna a Hercegovina
- Frontera Hidalgo, Mexiko
- Lezhë, Albánie
- Ottawa, Kanada
- Vladimir, Rusko

## Fotogalerie

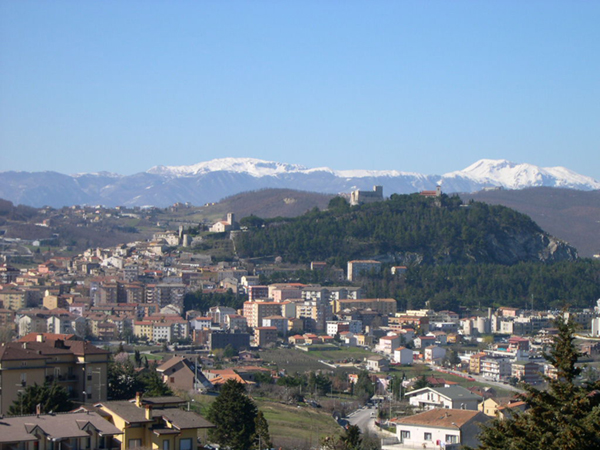
Pohled na město
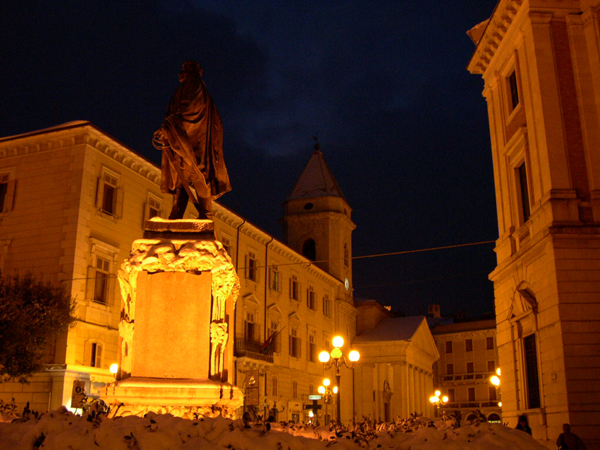
Piazza Prefettura
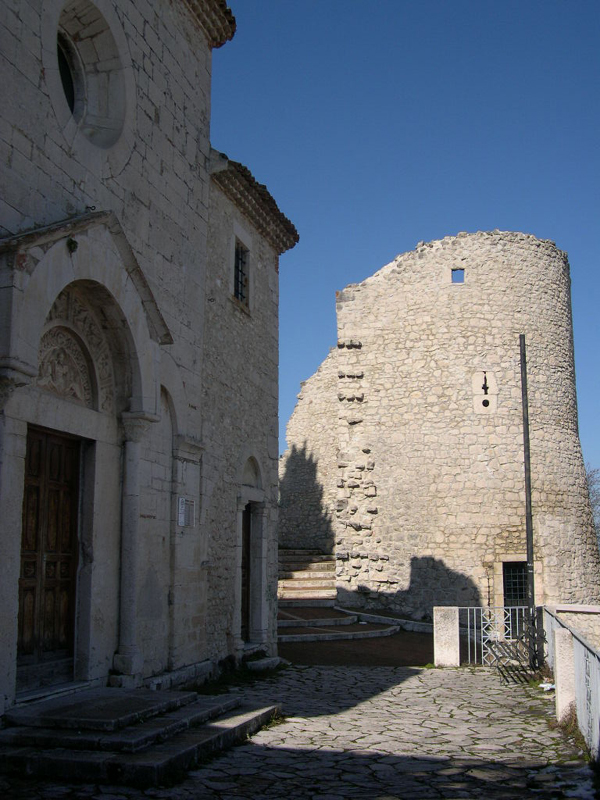
Kostel St.Bartolomeo ve středověkém centru
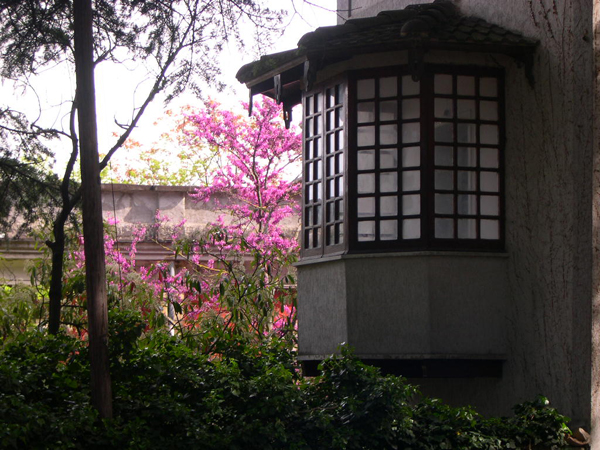
Zahrady Villa de Capoa
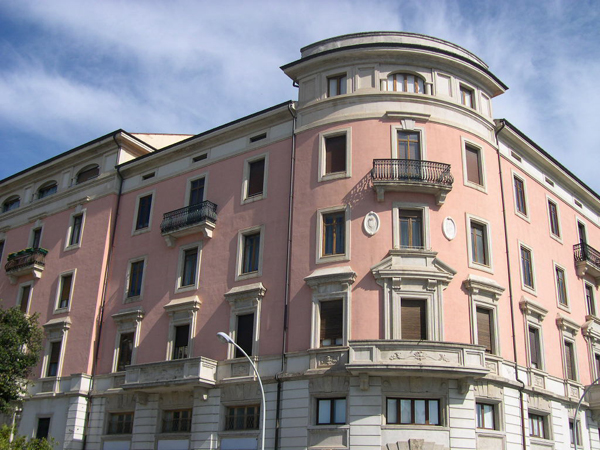
Palazzo del Centro Murattiano
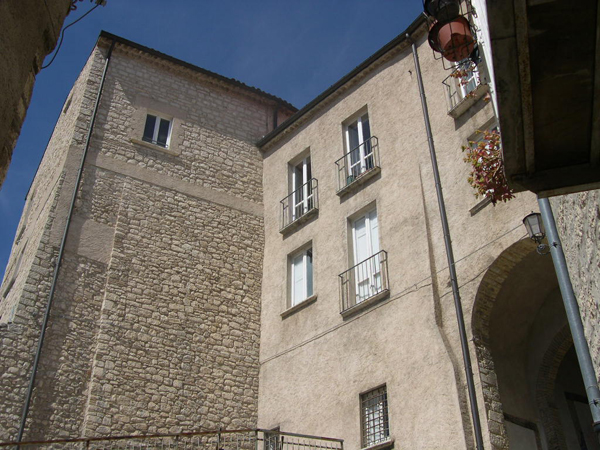
Středověké město